# Feihyla
A Feihyla a kétéltűek (Amphibia) osztályába, a békák (Anura) rendjébe és az evezőbékafélék (Rhacophoridae) családjába tartozó nem. A nembe tartozó fajok India északkeleti részén, a szomszédos Bangladesben, Mianmarban, Thaiföldön, Laoszban, Kambodzsában, Vietnámban, Kína déli területein és Malajziában honosak. Filogenetikai helyük még nincs teljes mértékben igazolva, de valószínűleg a Taruga, a Polypedates és a Rhacophorus nemek testvér taxonja. A Feihyla nemet eredetilag azzal a céllal hozták létre, hogy feloldja a Chirixalus nem polifiletikus csoportját.

## Rendszerezés
A nembe az alábbi fajok tartoznak:
- Feihyla fuhua Fei, Ye & Jiang, 2010
- Feihyla hansenae (Cochran, 1927)
- Feihyla inexpectata (Matsui, Shimada, and Sudin, 2014)
- Feihyla kajau (Dring, 1983)
- Feihyla palpebralis (Smith, 1924)
- Feihyla vittata (Boulenger, 1887)